# باربرا لوفيفر
باربرا لوفيفر (ولدت في 15 يناير 1972 في باريس) هي معلمة وكاتبة صحفية فرنسية يمينية محافظة، عملت معلمة في إحدى كليات، وأدلت بشهادتها في مقال الجماعي "الأراضي المفقودة للجمهورية - معاداة السامية والعنصرية والتمييز الجنسي في المدارس" في عام 2002، تتمحور كاتباتها في انتقاد الافكار اليسارية الماركسي والاسلاموية.
أيدت كاتبة العمود باربرا لوفيفر، التي تبث بشكل منتظم في برنامج "Grandes Gueules" الذي تبثه إذاعة مونت كارلو الدولية، خطة دونالد ترامب لإخلاء قطاع غزة على قناة آي 24 نيوز الإخبارية. التي تبث من إسرائيل، في يوم الخميس 20 فبراير 2025، على برنامج القناة وفي سياق الحرب في الشرق الأوسط في فلسطين-إسرائيل واستعادة الرهائن الإسرائيليين، تتحدث باربرا لوفيفر عن اختطاف الرهائن الإسرائيليين. مؤكدة موقفها مع إسرائيل وأن "المدنيين في غزة مسؤولون بنفس القدر الذي يتحمله أعضاء حماس والجهاد الإسلامي ويتعين علينهم دفع ثمنًا باهظًا لهذا الأمر.
وفي هذا السياق تحثت على إفراغ قطاع غزة ونقل سكان بتنفيذ خطة دونالد ترامب لجعل غزة "ريفيرا الشرق الأوسط" لا يعني بأي حال من الأحوال إبادة الفلسطينيين وعبرت "انه لا يمكننا إلا أن ندعم خطة ترامب ونقرر مرة واحدة وإلى الأبد أن قطاع غزة يجب أن يصبح منطقة عذراء، هؤلاء الناس بحاجة إلى الذهاب والعيش في مكان آخر بعيداُعن اسرائيل واليهود ". من جانبه دعاها الراديو إلى احترام النظام، قائلاً إن تعليقاتها " تعكس وجهة نظرها فقط ولا تعكس الخط التحريري لإذاعة مونت كارلو الدولية".